# Bicing

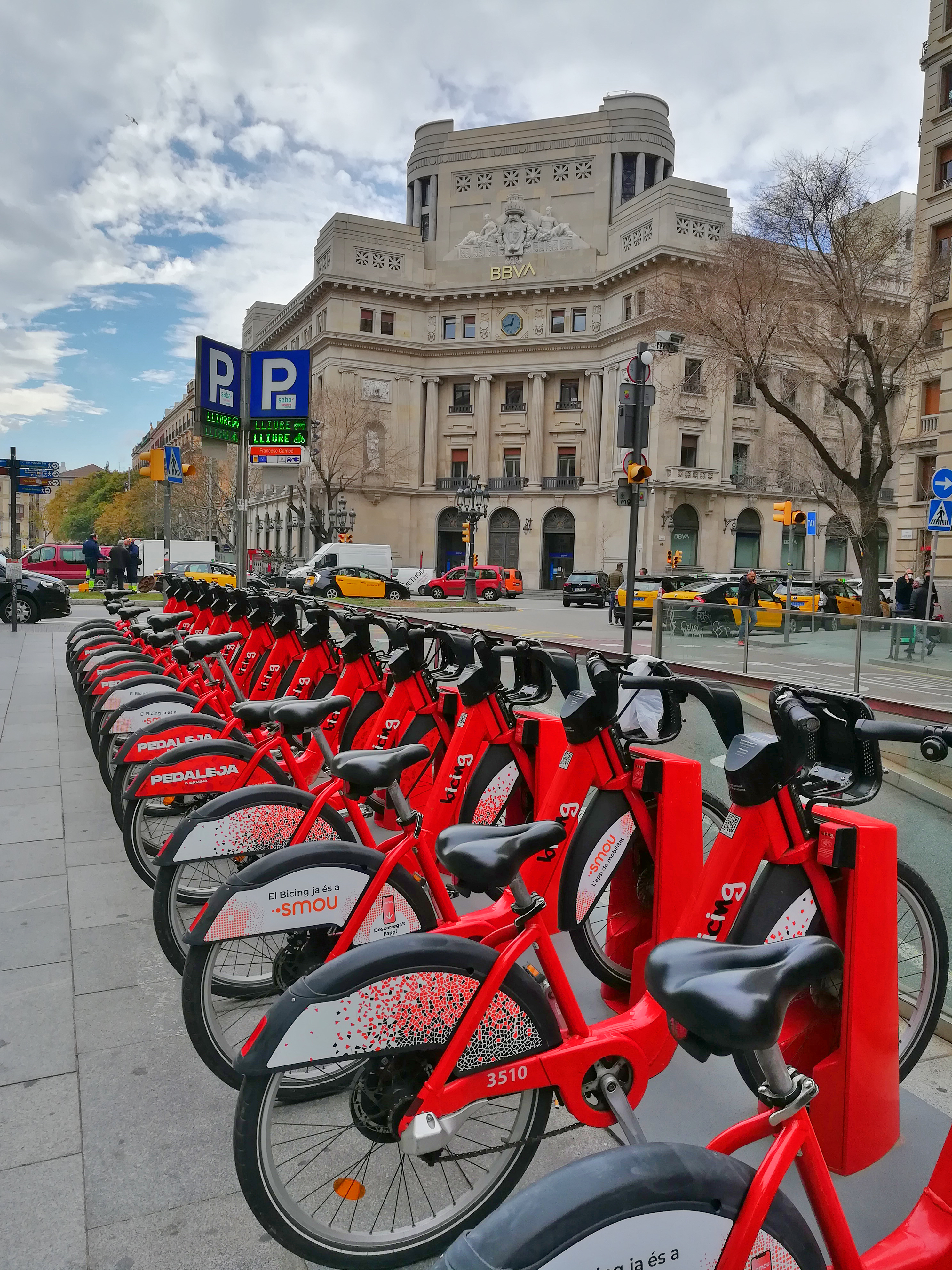
Stazione Bicing del nuovo modello di biciclette a partire dal 2019.

Bicing è il servizio di noleggio di biciclette pubbliche (bike sharing) della città di Barcellona. Inaugurato nel marzo del 2007 e promosso dal municipio è gestito dall'impresa Clear Channel.

## Diffusione del servizio

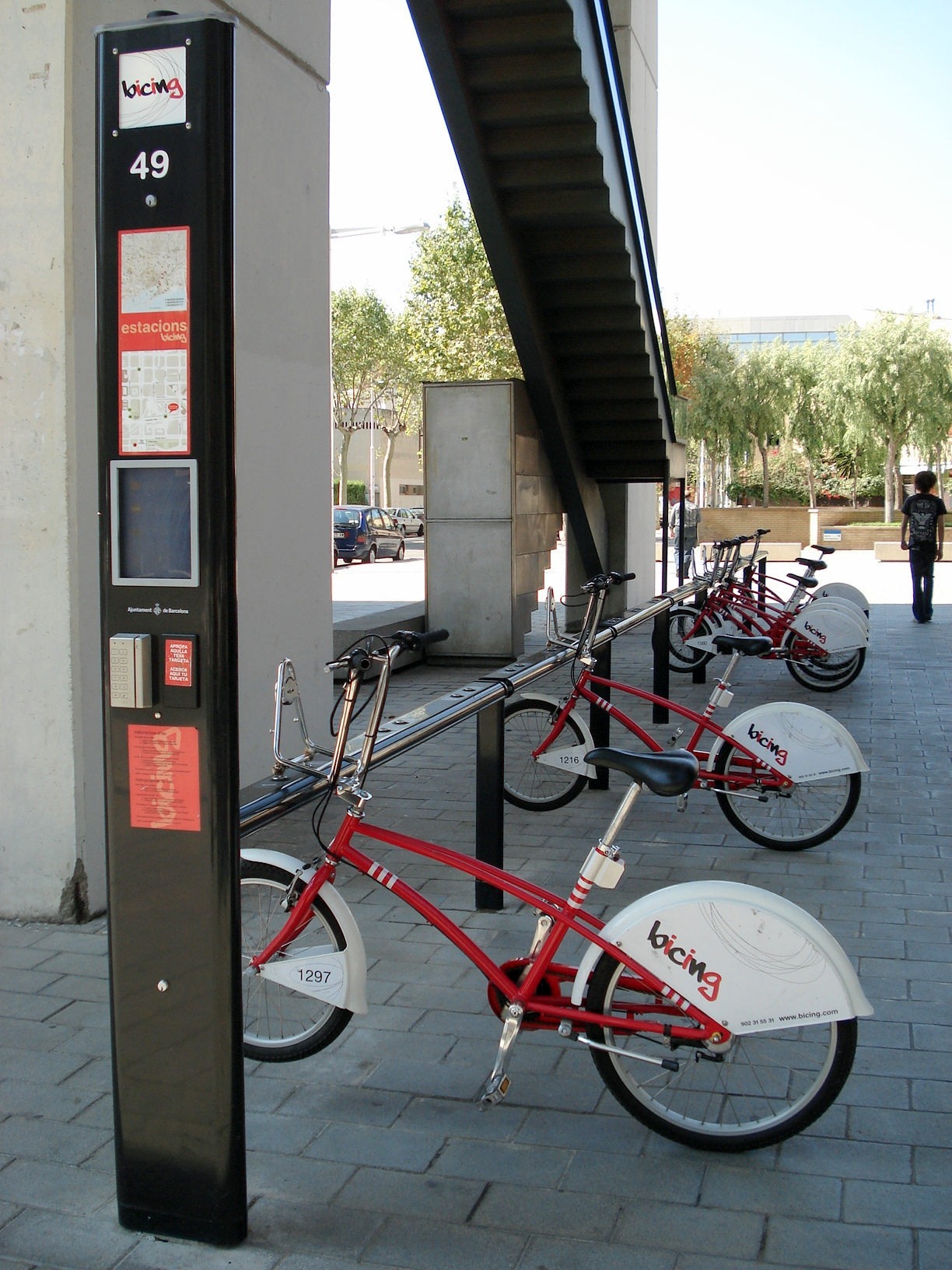
Stazione "Bicing".

Il servizio è iniziato il 22 marzo 2007 in un'area ristretta ed è poi stato esteso via via a tutta l'area urbana secondo un piano a fasi successive:
| Fase   | Fase    | Inizio                       | Stazioni | Biciclette | Note                                                        |
| ------ | ------- | ---------------------------- | -------- | ---------- | ----------------------------------------------------------- |
| Fase 1 | Tappa 1 | 22 marzo 2007                | 14       | 200        | Stazioni nell'area del Parc de la Ciutadella                |
| Fase 1 | Tappa 2 | 1 maggio 2007                | 50       | 750        | Stazioni nella parte destra dell'Eixample e in Ciutat Vella |
| Fase 1 | Tappa 3 | 1 luglio 2007                | 94       | 1 500      |                                                             |
| Fase 2 | Fase 2  | settembre 2007-dicembre 2007 | 196      | 3 000      |                                                             |
| Fase 3 | Fase 3  | dicembre 2007-primavera 2008 | 400      | 6 000      | Servizio esteso a tutti i distretti cittadini               |

Le stazioni sono ubicate in corrispondenza delle fermate della metropolitana, dei treni regionali e del Ferrocarrils de la Generalitat de Catalunya e dei parcheggi pubblici. La distanza media tra stazioni è di 400 metri.
Il sistema ha avuto un grande successo in città. Il municipio aveva previsto di raggiungere 15 000 abbonati alla fine del 2007, ma questa cifra fu ampiamente superata nei fatti: alla fine del primo mese si contavano già 5 000 abbonati, che divennero oltre 25 000 il mese successivo per arrivare a 50 000 al terzo mese e al termine del periodo promozionale (che prevedeva un abbonamento a 6 euro annuali)  a luglio 2007 si contavano circa 84 000 clienti.. Successivamente, l'incremento degli abbonati si assestò a 100 nuovi utenti al giorno.. A febbraio 2008 i fruitori del servizio erano già arrivati a 100 000 e verso fine marzo con l'arrivo del servizio in nuovi quartieri gli abbonati erano già 125 000.
A febbraio 2011 il servizio contava oltre 120 000 abbonati ma si è arrivati a punte di oltre 190 000.
Nel 2012 il sistema ha iniziato ad affidarsi a sponsor e pubblicità per rendersi autosostenibile e a marzo 2014 l'allora sindaco Xavier Trias annunciò che il servizio sarebbe stato sponsorizzato dalla compagnia telefonica Vodafone per un periodo di tre anni, per un controvalore totale pari a 4 milioni di euro. Contestualmente, si è prevista l'introduzione di biciclette elettriche per un totale di 300 mezzi da rendere operativi tra la fine del 2014 e gennaio 2015.

## Le biciclette

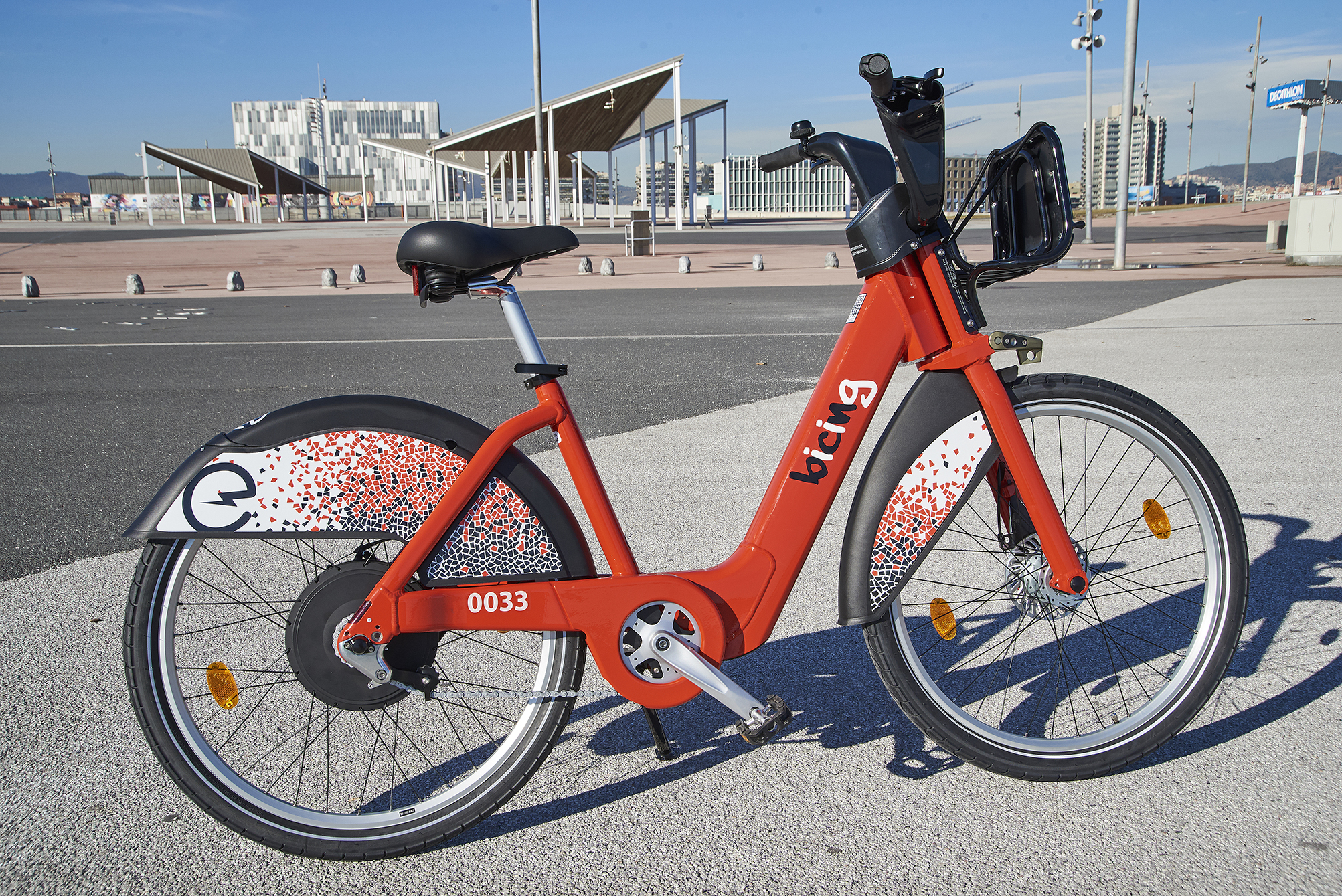
Bicicletta "Bicing".

Le biciclette sono numerate, sono colorate di rosso con i parafanghi bianchi e hanno una struttura caratteristica studiata per evitare i furti e la rivendita al mercato nero. Dovendo essere impiegate in continuazione e rimanendo sempre esposte all'aperto, sono state progettate per massimizzarne la durata di vita. 
Il telaio, realizzato in ferro e alluminio, pesa 16,8 kg. La ruota anteriore ha un diametro di 20 pollici mentre quella posteriore, più grande, è da 26 pollici, entrambe munite di pneumatici scolpiti. Sono dotate di un faro fisso bianco anteriore e uno rosso posteriore, alimentati da una dinamo che si aziona durante l'uso della bici. Sono inoltre dotate di cambio Shimano Nexus a tre marce con sistema di frenatura incorporato e manopola del cambio di tipo Grift Shift. Il freno anteriore è di tipo standard V-Brake. Il manubrio ha una forma speciale con portaborsa incorporato ed è provvisto di campanello (obbligatorio in base al codice della strada spagnolo). Infine, è presente un cavalletto per la sosta. Le biciclette vengono identificate dal sistema informatico ogni volta che vengono lasciate a una stazione al termine dell'uso: in questo modo, vengono registrati i tempi di tragitto e si programma la manutenzione.

## Utilizzatori
In base ai dati ufficiali del 27 marzo 2008, gran parte degli utilizzatori risultavano essere residenti della provincia di Barcellona, il 51% uomini il 49% donne. Il distretto con la più alta percentuale di abbonati è l'Eixample (26,48%). Un 30,6% sono abbonati con un livello di studi superiore, il 22,3% possiedono un titolo di studi medio. Il 16,5% degli abbonati sono studenti. Le biciclette sono utilizzate in media 15 minuti per percorso e solo il 6,6% la utilizza per più di 30 minuti.